# Event 0
Event[0] — это приключенческая игра в жанре научной фантастики от первого лица, разработанная и изданная студией Ocelot Society. Игра была выпущена 14 сентября 2016 года для платформ Microsoft Windows и macOS. Сюжет игры повествует об астронавте, направляющемся на Европу, спутник Юпитера, чей корабль терпит катастрофу, после чего он находит убежище на полуразрушенном космическом корабле, где единственным его компаньоном станет искусственный интеллект корабля, Кайзен-85. Игровой процесс заключается в исследовании корабля, его ремонте и общении с Кайзеном-85, с которым игрок может вести диалог, вводя текст вручную. Игра получила положительные отзывы после выхода.

## Сюжет и игровой процесс
Event[0] происходит в альтернативной временной линии, где человечество развило индустрию межпланетных космических полетов уже в 1980-х годах. Действие игры разворачивается в 2012 году, где персонаж игрока, нанятый компанией International Transport Spacelines (ITS), отправляется с миссией на спутник Юпитера Европу. По пути корабль терпит катастрофу, и персонаж оказывается единственным выжившим, спасшимся в спасательной капсуле. После нескольких недель дрейфа капсула натыкается на «Наутилус» — космический корабль, построенный в 1980-х годах. Персонаж стыкуется с кораблем и обнаруживает, что, несмотря на его функциональность, он находится в полуразрушенном состоянии, а экипаж пропал без вести. Единственным собеседником на борту является искусственный интеллект корабля Кайзен-85 (от японского слова "kaizen", означающего «постоянное улучшение»), который общается с персонажем через терминалы. Кайзен-85 предлагает уничтожить так называемый «Сингулярный Двигатель», являющийся основным источником энергии корабль, чтобы вернуться на Землю. Однако, по мере исследования корабля, игрок обнаруживает, что многие двери и системы заблокированы, и ему придется сотрудничать с Кайзеном, чтобы получить к ним доступ.
Игрок общается с ИИ, вводя текст вручную, вместо выбора готовых реплик. ИИ способен генерировать более двух миллионов строк диалога, а его личность зависит от действий игрока. Игрок должен собирать подсказки, чтобы узнать, что произошло на корабле, и в конечном итоге обнаруживает, что капитан «Наутилуса», Анель Джонсон, убила одного из членов экипажа, чтобы предотвратить уничтожение Сингулярного Двигателя. Когда игрок находит код для терминала на мостике и вводит его, он обнаруживает тело Анель Джонсон, которая, предположительно, погибла после слияния с главным компьютером корабля. В зависимости от выбора игрока и его отношения к Кайзену, возможны несколько концовок.

### Концовки
Первую концовку можно получить, если игрок позволит Кайзену уничтожить «Сингулярный Двигатель». После этого игрок вступает в диалог с сознанием Анель Джонсон через компьютер; она злится на него и объясняет, что для спасения человечества тот должен загрузить свое сознание в компьютер, чтобы заместить собой Кайзена. Если игрок соглашается, его персонаж погибает, а его сознание загружается в компьютер. Внутри системы Анель объясняет, что президент ITS убедил Кайзена солгать о «Сингулярном Двигателе», и добавляет, что уничтожение Двигателя означает, что человечество еще долго не сможет поддерживать развитие инопланетных колоний. После прохождения ряда дверей Анель спрашивает игрока, хочет ли он вернуться домой, после чего открывается финальная дверь, показывая Землю вдалеке.
Вторую концовку можно получить, если игрок отказывается загружать свое сознание. Если игрок плохо обращался с Кайзеном и/или отказался уничтожить двигатель, он ответит, что он «слишком стар для этого», удалит свою память из главного компьютера корабля и передаст управление игроку. Это запустит катсцену с текущим состоянием каждой комнаты, которую игрок успел исследовать за время игры.
Третья концовка достигается, если игрок откажется загружать свое сознание, но достаточно хорошо обращался с Кайзеном; он припомнит их прошлые разговоры, запустит аварийные ускорители и скажет: «Поехали домой». В финале запустится катсцена с «Наутилусом», движущимся к Земле. Это единственная концовка, где финальные титры нельзя пропустить.
Несмотря на наличие в игре всего трех официальных концовок, четвертая неофициальная концовка может быть достигнута, если игрок откажется либо уничтожить «Сингулярный Двигатель», либо загружать свое сознание в компьютер, но при этом хорошо обращался с Кайзеном на протяжении игры. Озвучив сомнения в доверительности их отношений с игроком, Кайзен все же может быть убежден отправить «Наутилус» на Землю, даже если двигатель не уничтожен, после чего показывается та же катсцена, что и в третьей концовке. Эта непреднамеренная четвертая концовка, возникшая из-за бага, была названа «секретной концовкой».

## Разработка
Event[0] началась как часть студенческого проекта в Национальной школе видеоигр и интерактивных медиа во Франции (Enjmin) в 2013 году. Позже студенты основали студию Ocelot Society, чтобы продолжить разработку игры как коммерческого проекта. Команда, работавшая над Event[0], состояла из одиннадцати человек. В 2014 году игра получила студенческую награду на European Indie Game Days, а также награду за инновации на BIG 2015. Event[0] получила финансирование от французского CNC, а также от Indie Fund.
Изначально разработчики планировали сделать четыре концовки, но вырезали одну из них перед релизом. Однако в июле 2017 года Эммануэль Корно, один из разработчиков и сценаристов Ocelot, заметил, что страница игры в Википедии описывает еще одну, четвертую по счету концовку (последнюю из перечисленных выше), но это была не та концовка, которую они ранее отменили. Разобравшись в ситуации, Корно объяснил, что эта неожиданная концовка возникла из-за бага, который команда не заметила, но был рад, что она существует, так как эмерджентный геймплей сделал созданный ими искусственный интеллект более «человечным».

## Восприятие
| Сводный рейтинг | Сводный рейтинг |
| Агрегатор       | Оценка          |
| --------------- | --------------- |
| GameRankings    | 75,92 %         |

Event[0] получила положительные отзывы и имеет оценку 78 на Metacritic. Рецензенты сравнивали Event[0] с такими играми, как отличающаяся глубоким сюжетом и чувством одиночества Firewatch, а также с серией King's Quest. Окружение игры сравнивали с кораблем из фильма Ридли Скотта Чужой. Кроме того, некоторые рецензенты отмечали сходство между ИИ Кайзеном из Event[0] и HAL 9000 из фильма Стэнли Кубрика 2001 год: Космическая одиссея. Частой жалобой, встречающейся даже среди положительных отзывов, было очень короткое время прохождения игры: около 3 часов для первого прохождения и около часа для последующих прохождений для других концовок. Event[0] была номинирована на Seumas McNally Grand Prize и награды за Excellence in Design и Excellence in Narrative на Independent Games Festival 2017.
Автор статьи в польском научном журнале «Контексты. Польска Штука Людова» указывает на отсылки Event[0] к философии Гегеля (включая граффити), а также на связь игры с постгуманистическим поворотом в философии. Помимо этого, автор статьи отмечает, что игра отражает изменение в изображении искусственного интеллекта в видеоиграх; ИИ в Event[0] не обязательно становится врагом, как это обычно принято в видеоиграх, но может стать равным партнером в зависимости от действий игрока.

## Продажи
Летом 2018 года, благодаря уязвимости в защите Steam Web API, стало известно, что точное количество пользователей сервиса Steam, которые играли в игру хотя бы один раз, составляет 79 625 человек.

## Внешние ссылки
event0game.com — официальный сайт Event 0